# Belgica (Schiff, 2021)
Die Belgica ist ein multidisziplinäres Forschungsschiff Belgiens. Es wurde 2022 in Dienst gestellt und ersetzte das gleichnamige Vorgängerschiff.

## Geschichte
Das am 8. Juni 2018 bestellte Schiff wurde unter der Baunummer 723 auf der spanischen Werft Construcciones Navales P. Freire in Vigo für das belgische Verteidigungsministerium gebaut. Der Bau des Schiffes begann am 13. Februar 2019 mit dem ersten Stahlschnitt. Die Kiellegung fand am 27. März 2019, der Stapellauf am 11. Februar 2020 statt. Die Fertigstellung und Ablieferung des Schiffes erfolgte am 3. Dezember 2021. Die Baukosten beliefen sich auf 53,7 Mio. Euro.
Das Schiff wurde am 25. Juni 2022 in Gent getauft. Taufpatin war die belgische Prinzessin Elisabeth von Belgien.
Das von Rolls Royce Marine entworfene Schiff des Typs UT 844 WP ersetzte das 1984 gebaute und 2021 außer Dienst gestellte, gleichnamige Vorgängerschiff.

## Einsatz
Eigner des Schiffes ist der belgische Staat, vertreten durch das Belgian Science Policy Office (BELSPO) mit Sitz in Brüssel. Bereedert wird es vom französischen Unternehmen Genavir (Gestion des Navires de Recherche). Schiffsbetrieb und Einsatz obliegen dem Königlich-Belgischen Institut für Naturwissenschaften, das seemännische Personal wird von der belgischen Marine gestellt.
Haupteinsatzgebiet des Schiffes sind die belgischen Hoheitsgewässer und die Nordsee, es kann aber auch im Atlantik, im Mittelmeer und im Schwarzen Meer eingesetzt werden.
Das Schiff kann Forschungsarbeiten in bis zu 5000 m Wassertiefe ausführen. Es kann 30 Tage auf See bleiben und ist für bis zu 300 Einsatztage im Jahr ausgelegt.

## Technische Daten und Ausstattung
Der Antrieb des Schiffes erfolgt dieselelektrisch durch zwei INDAR-Elektromotoren mit jeweils 1200 kW Leistung. Die Motoren wirken auf zwei Festpropeller. Für die Stromerzeugung stehen zwei von ABC-Dieselmotoren des Typs 8DZC mit jeweils 1768 kW Leistung angetriebene Marelli-Generatoren mit jeweils 1980 kVA Scheinleistung sowie ein von einem ABC-Dieselmotor des Typs 6DZC mit 1326 kW Leistung angetriebener Marelli-Generator mit 1480 kVA Scheinleistung zur Verfügung. Weiterhin wurde ein von einem Mitsubishi-Dieselmotor des Typs S6R2-MPTA angetriebener Notgenerator verbaut. Die Motoren sind mit einem System zur Abgaswärmerückgewinnung ausgerüstet.
Das Schiff ist mit zwei elektrisch mit jeweils 730 kW Leistung angetriebenen Bugstrahlrudern sowie zwei elektrisch mit jeweils 535 kW Leistung angetriebenen Heckstrahlrudern ausgestattet. Das Schiff verfügt über ein System zur dynamischen Positionierung.
An Bord stehen acht Labore zur Verfügung, fünf Trocken- und drei Nasslabore, sowie weitere Räume für die wissenschaftliche Arbeit, darunter ein Konferenzraum. Weiterhin stehen mehrere Lagerräume, darunter auch Kühl- und Tiefkühlräume, zur Verfügung. Für die Beobachtung von Meeressäugern und -vögeln befindet sich ein geschlossener Ausguck oberhalb der Brücke. Die Brücke ist vollständig geschlossen und geht zur besseren Übersicht bei An- und Ablegemanövern und dem Manövrieren in engen Fahrwassern, aber auch bei Fahrmanövern während wissenschaftlicher Kampagnen etwas über die Schiffsbreite hinaus.
Das hintere Arbeitsdeck ist 218 m² groß, an das sich ein 34 m² großes Arbeitsdeck auf der Steuerbordseite anschließt. Weitere offene Decksfläche steht im vorderen Bereich des Schiffes zur Verfügung. Das Schiff kann insgesamt neun 20-Fuß-Container (Wissenschafts-, Lager- oder Transportcontainer) mitführen, fünf auf dem Achterdeck, zwei auf dem vorderen Deck und zwei im wissenschaftlichen Hangar in den Decksaufbauten.
Das Schiff ist mit verschiedenen Hebewerkzeugen ausgestattet, darunter mehrere Krane, die bis zu 8 t heben können. Weiterhin verfügt das Schiff über einen schwenkbaren Heckgalgen, der bis zu 10 t heben kann. An Bord ist ein CTD-Hangar mit einem entsprechenden Ausleger für das Aussetzen bzw. Einholen einer CTD-Rosette eingerichtet. Das Schiff verfügt über verschiedene Winden für das Schleppen von Geräten oder Netzen zur Verfügung. Das Schiff ist mit verschiedenen Sonaren und Echoloten und verschiedenen anderen Messinstrumenten ausgerüstet. Ein Teil der Geräte befinden sich in zwei aus dem Rumpf nach unten ausfahrbaren Trägern. Am Bug des Schiffes befindet sich ein klappbarer Mast, auf dem meteorologische Messinstrumente installiert sind und je nach Bedarf auch weitere Messinstrumente installiert werden können. Das Schiff ist für den Einsatz von autonomen und ferngesteuerten Unterwasserfahrzeugen eingerichtet.
Das Schiff wird von einer bis zu 14-köpfigen Besatzung gefahren, die in Einzelkabinen untergebracht ist. An wissenschaftlichem und technischem Personal können 24 Personen eingeschifft werden, die überwiegend in Doppelkabinen untergebracht werden. Insgesamt stehen an Bord 16 Einzel- und 11 Doppelkabinen zur Verfügung.
Der Rumpf des Schiffes ist eisverstärkt (Eisklasse 1C).